# Marcal
A Marcal a Rába jobb oldali mellékfolyója, röviddel Győr előtt torkollik bele.

## Leírása
A Marcal forráspatakjai a Bakonyban és Sümeg környékén, a festői fekvésű és méltán híres Sümegprágán erednek, ez egyben a település egyik meghatározó jelképe. Ukk környékén érkezik ki a Kisalföld déli öblözetének kissé megsüllyedt, de annál erősebben letarolt síkságára. A Marcal-medence ez; tanúhegyei a  Somló és a Ság. A folyó a Kemeneshát aljában teraszos völgyben folyik.
A Rába jobb oldali mellékvize, a Bakonyban ered több patakból, Veszprém vármegye északi részében. Leghosszabb forráspatakja Nyirádtól délre fakad s nyugatnak folyik, Kisvásárhely körül több dél felől jövő patakkal egyesül s északnak veszi útját. Külsővatnál ÉK-re fordul. Marcaltőnél egészen a Rába közelébe kerül, vele párhuzamosan folyik (a tőle csak 1–3 km távolságban) ÉÉK-felé, míg Gyirmót közelében vele egyesül.
Legjelentősebb mellékpatakjai: jobb felől a Kígyós, Hajagos, Bittva, Tapolca, Gerence és a Sokorói-Bakony-ér, Torna-patak.

## A Marcal szabályozása
A Marcal szabályozása a 19. század elején kezdődött: gróf Amadé Antal ásatta a vízimalmok gátjaival elmocsarasított völgyben az első két lecsapoló csatornát. Ezt megelőzően a török által elpusztított karakói malom újjáépítéséről szól egy 1698. évi adat. 1851-ben a Marcal-menti községek a Helytartótanácshoz folyamodtak a folyó szabályozása ügyében. A kinevezett királyi biztos működésnek eredményeként 1859. február 25-én Vas, Veszprém és Zala vármegyék küldöttei megalakították a Marcalszabályozó Társulatot.
A Marcal medrét 1891-ben Kisbabot határáig ásták ki. Marcaltőig 28,8 km hosszban és a töltések építését 1893-ban fejezték be. A Marcal vizét 1892 novemberében terelték új mederbe. 1895-99 között épült két csatorna a völgy szélein, amelyekre három vízimalom is települt. A szabályozásokat követően pusztult el az egyházashetyei malom, valamint a bobai: a bobaiak még 1855-ben is malomépítési engedélyt, s kártérítést kértek a Marcalvölgyi Vízitársulattól. A Rábaszabályozó Társulat 1910-ben a Marcal torkolatát 5 km-rel feljebb helyezte és megerősítette a töltéseket. A Marcalvölgyi társulat az 1930-as években kotrógépekkel jelentősen bővítette a Marcal medrét.

## Egyéb
2010 októberében az ajkai vörösiszap-katasztrófa miatt a folyó középső és alsó szakaszának teljes élővilága kipusztult.

## Galéria

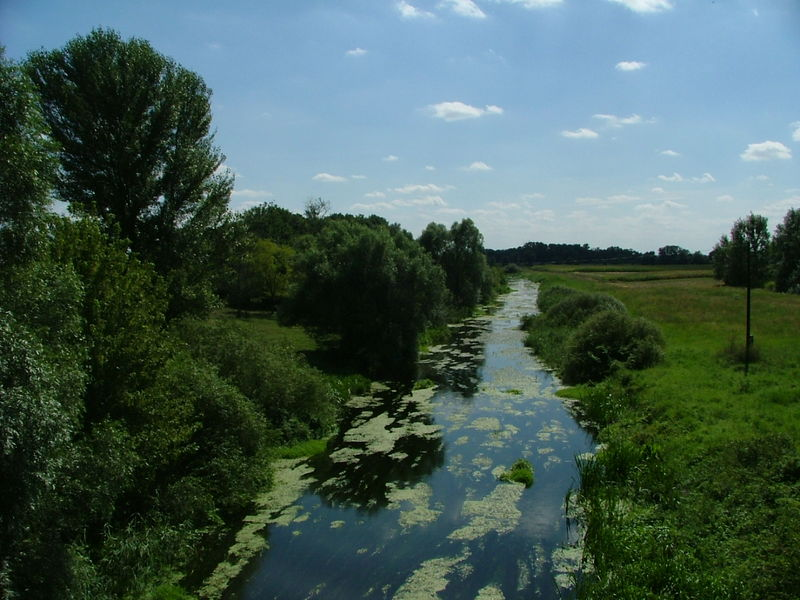
A folyó Mórichidánál 2006-ban
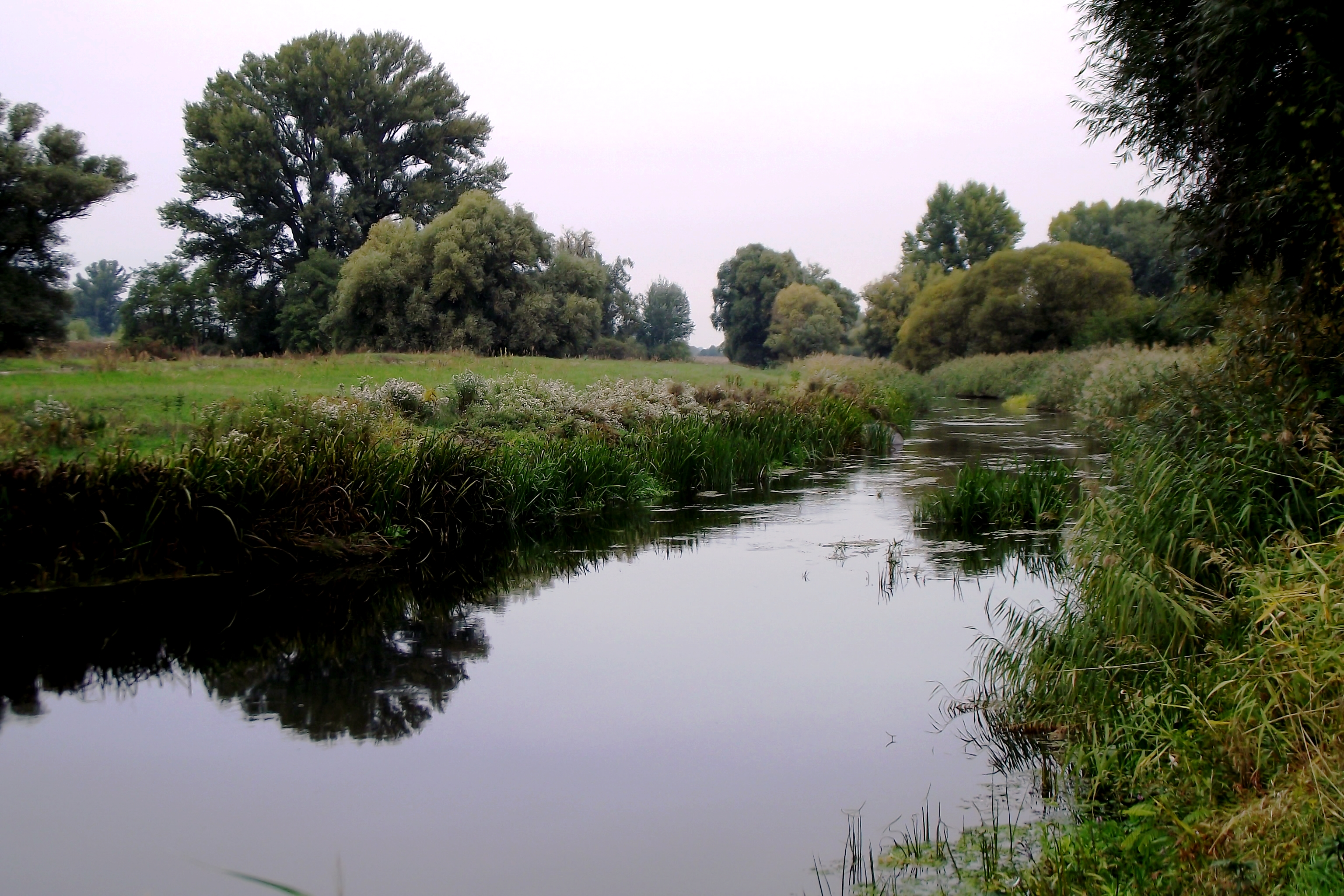
Mórichidánál 2013-ban
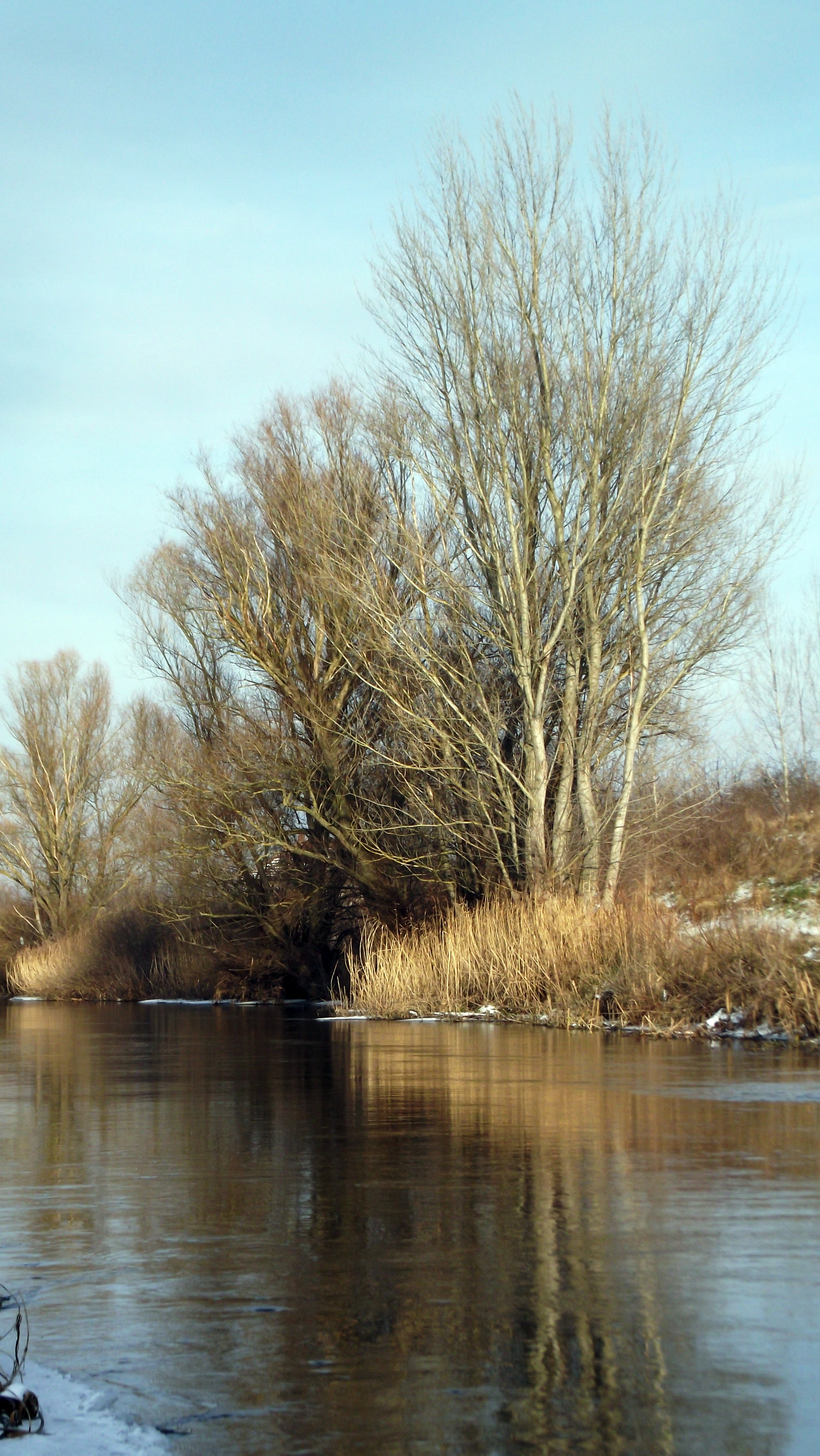
Mórichidánál 2015 telén
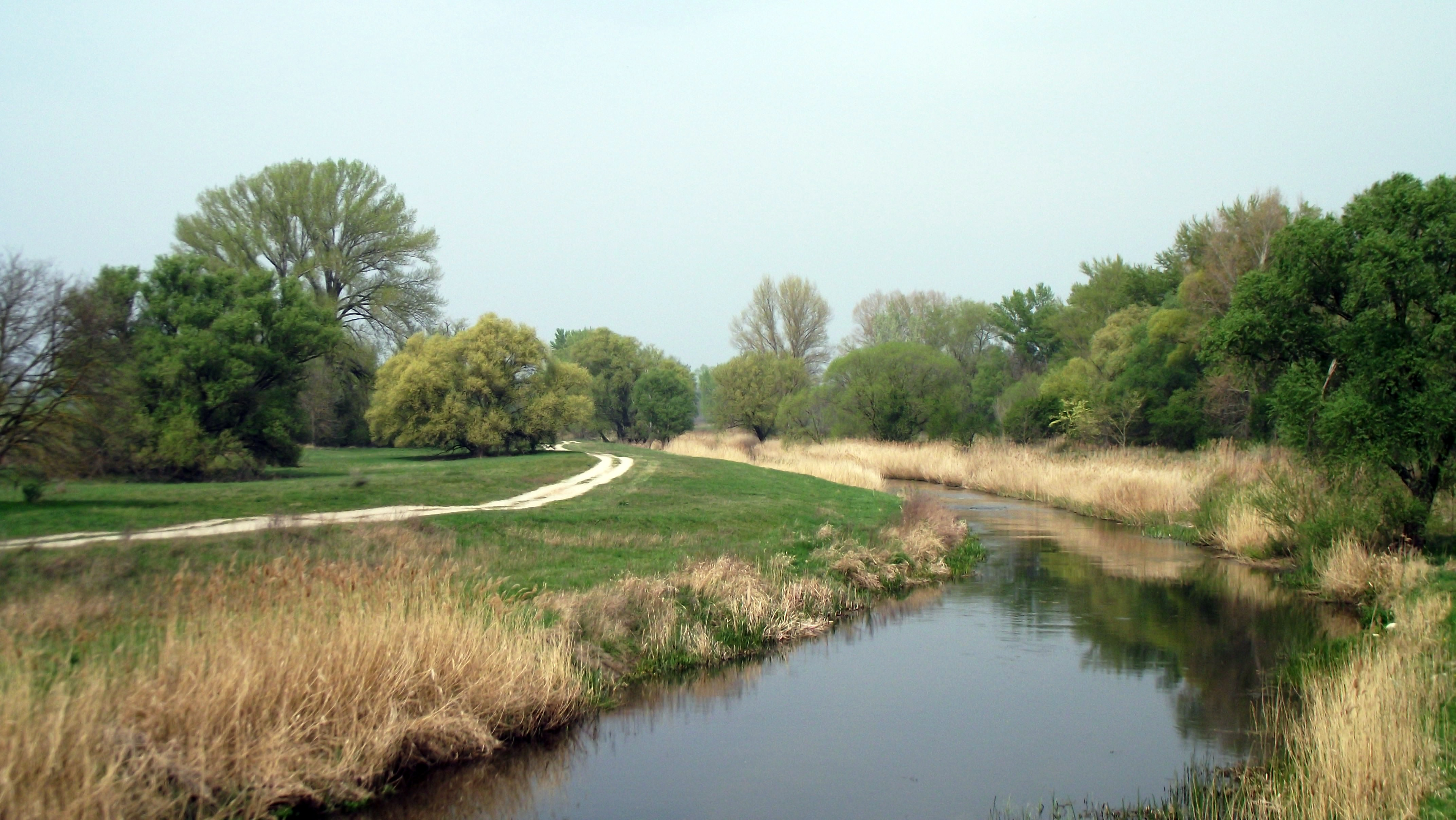
A mórichidai Szentei hídról 2014 tavaszán
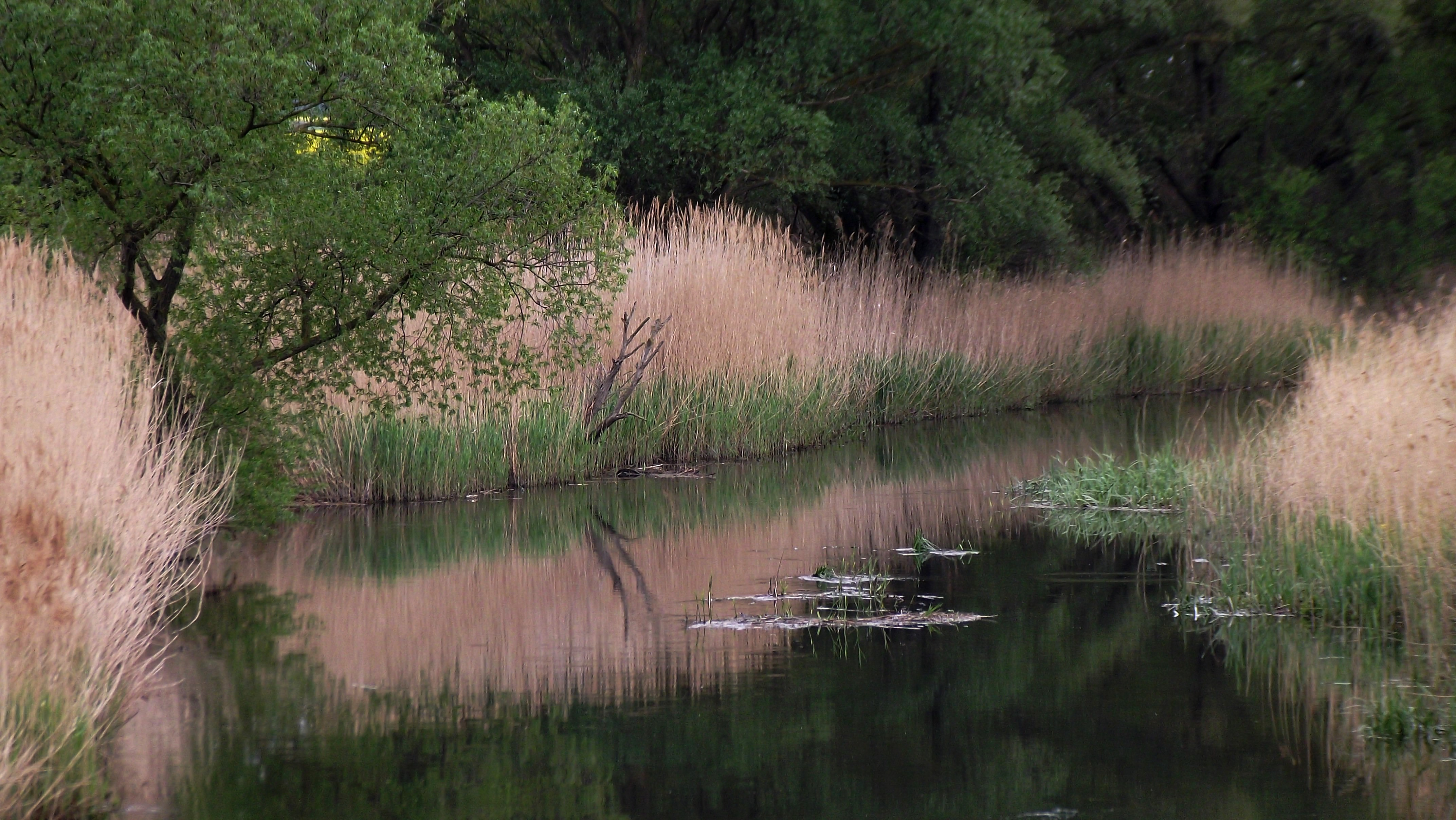
A Csikvándi-Bakony-ér torkolata
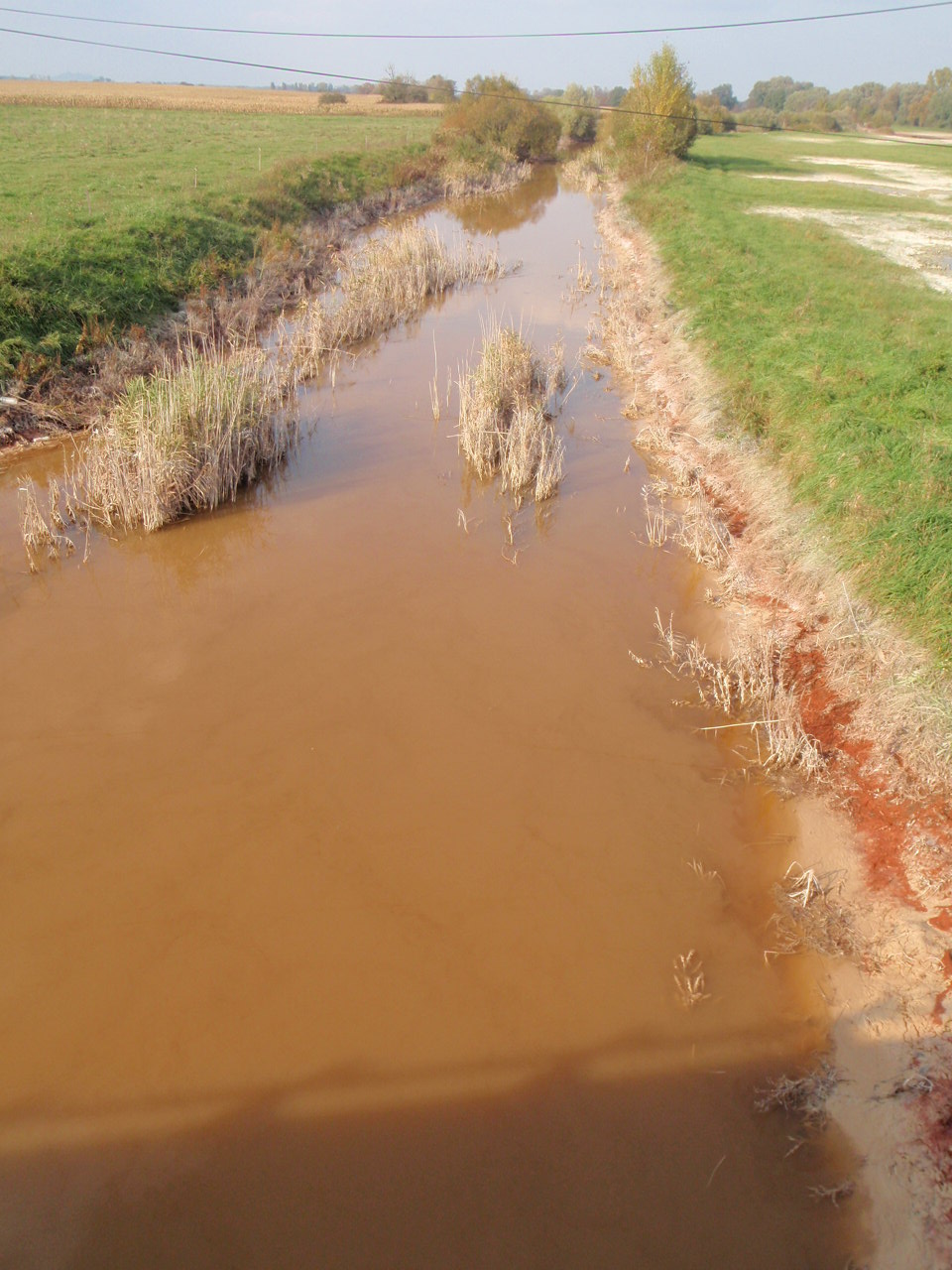
A Marcal a 8-as főút hídjánál, egy héttel a katasztrófa után

## Part menti települések
- Sümegprága
- Kisvásárhely
- Gógánfa
- Dabronc
- Hetyefő
- Megyer
- Rigács
- Zalameggyes
- Nemeskeresztúr
- Zalaszegvár
- Karakó
- Nemeskocs
- Mersevát
- Külsővat
- Marcalgergelyi
- Vinár
- Szergény
- Nemesgörzsöny
- Marcaltő
- Malomsok
- Mórichida
- Rábaszentmiklós
- Kisbabot
- Koroncó